# Brugia malayi
Brugia malayi is een parasitaire rondworm en een van de drie soorten die bij infectie lymfatische filariasis, ook bekend als elefantiase, bij mensen kan veroorzaken. De andere twee soorten zijn  Wuchereria bancrofti en Brugia timori. De soort behoort tot de familie Filariidae.
Brugia malayi komt alleen voor in Zuid- en Zuidoost-Azië. Het is een van de tropische ziekten die tegen 2020 door de Wereldgezondheidsorganisatie moeten worden geëlimineerd, die de ontwikkeling van vaccins en geneesmiddelen heeft gestimuleerd, evenals nieuwe methoden voor vectorcontrole.

## Morfologie

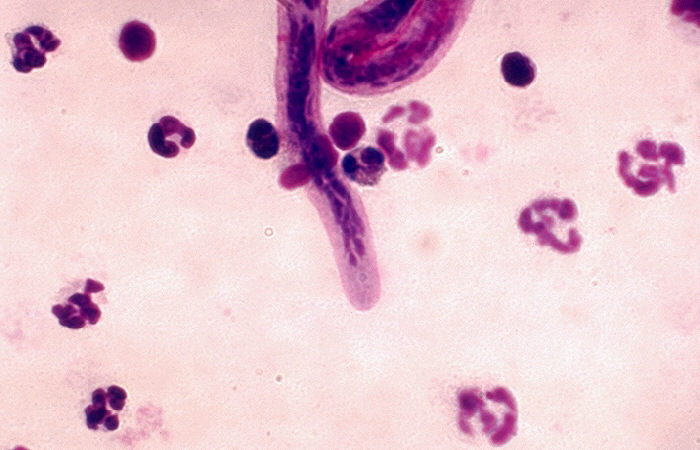
Voorste gedeelte

Volwassen rondwormen zijn lang en draadachtig. De vrouwelijke wormen hebben een lengte van 43 tot 55 mm met een breedte van 130 tot 170 μm. De mannetjes hebben een lengte van 13 tot 23 mm met een breedte van 70 tot 80 μm. Brugia malayi en andere rondwormen hebben alleen in de lengte lopende spieren, waardoor ze alleen een S-vormige beweging kunnen maken.
De microfilariae zijn 200–275  µm lang en hebben een afgeronde kop. De staart is puntvormig. De microfilariae zitten in een schede, die sterk gekleurd wordt met een Giemsa-kleuring. De schede is de eigenlijke eischaal en blijft om de microfilaria zitten totdat deze in de mug verteerd wordt. In de staartpunt zit een onderbroken rij van kernen. Er zijn twee aan het eind van de staart zittende kernen die duidelijk gescheiden zijn van de andere kernen in de staart. De microfilariae hebben een karakteristieke keelholte met een lengte/breedte verhouding van 2:1.

## Symptomen
Brugia malayi is een van de veroorzakers van lymfatische filariasis, een aandoening die wordt gekenmerkt door infectie en zwelling van het lymfestelsel. De ziekte wordt voornamelijk veroorzaakt door de aanwezigheid van microfilariae in de lymfevaten en de resulterende ontstekingsreactie van de gastheer. Symptomen van infectie zijn meestal hetzelfde als die bij Bancroftiaanse filariasis-koorts, lymfadenopathie, lymfangitis, lymfoedeem en secundaire bacteriële infectie - met enkele uitzonderingen.

## Levenscyclus

Levenscyclus van Brugia malayi

Tijdens een bloedmaaltijd introduceert een geïnfecteerde mug (meestal Mansonia spp. en Aedes spp.) L3-larven op de huid van de menselijke gastheer, waar ze de steekwond binnendringen.(1) Ze ontwikkelen zich tot volwassen rondwormen, die gewoonlijk in het lymfatische stelsel verblijven.(2) De volwassen wormen lijken uiterlijk op die van Wuchereria bancrofti, maar zijn kleiner. Volwassen rondwormen produceren microfilariae, met een lengte van 177 tot 230 μm en 5 tot 7 μm, die in een schede (de eigenlijke eischaal) zitten en nachtelijke periodiciteit hebben (in sommige regio's kan Brugia malayi sub-periodiek zijn en merk op dat microfilariae meestal niet bij Brugia  pahangi infecties voorkomen).(3) De microfilariae migreren naar de lymfe en komen de bloedstroom binnen en bereiken het perifere bloed. Een mug neemt de microfilariae op tijdens een bloedmaaltijd.(4) Na inname verliezen de microfilariae hun schede en banen zich een weg door de wand van de kliermaag en het hartgedeelte bij de middelste darm voor het bereiken van de borstspieren.(5) Daar ontwikkelen de microfilariae zich tot de L1-larve (6) en vervolgens via de L2-larve tot de L3-larve.(7) De L3-larven migreren door de lichaamsholte (hemocoel) naar de proboscis van de mug(8) en kunnen een ander mens infecteren wanneer de mug een bloedmaaltijd neemt.

## Verspreiding
Brugia malayi wordt overgedragen door Mansonia-, Anopheles- en Aedes-steekmuggen. De geografische spreiding van de ziekte is dus afhankelijk van geschikte kweekplaatsen voor deze steekmuggen.
- De nachtelijke vorm wordt overgedragen door Mansonia en enkele Anopheles-steekmuggensoorten, die voorkomen in open moerassen en rijstteeltgebieden. Deze steekmuggen hebben de neiging om 's nachts te steken en lijken alleen mensen te infecteren.[5] Natuurlijke dierinfecties zijn zeldzaam en bij proefdieren slaat de besmetting niet aan. [2]
- De halfnachtelijke vorm wordt overgedragen door Mansonia-steekmuggen in bosmoerassen, waar muggen op elk moment in de schaduw steken. Natuurlijke zoönose-infecties komen veel voor. Katten, honden, apen, plompe lori's, civet-katten en hamsters zijn allemaal met succes experimenteel besmet met Brugia malayi afkomstig van de mens en kunnen als belangrijke reservoirs dienen.[5][4]

Pas na vele muggensteken van besmette steekmuggen - enkele honderden tot duizenden - kan een besmetting van de mens optreden. Dit komt omdat een besmette mug bij een steek meestal slechts enkele infectieuze L3-larven overbrengt en minder dan 10% van die larven doorloopt alle noodzakelijke vervellingen tot volwassen rondwormen die kunnen paren. Mensen met het grootste risico op infectie zijn dus personen die in endemische gebieden wonen - toeristen, die slechts kort verblijven, zullen waarschijnlijk geen lymfatische filariasis ontwikkelen.